# Igreja de Santo Asia, o Sábio
A Igreja de Santo Asia, o Sábio, ou Igreja de Mar Asia al-Hakim (em árabe: كنيسة مار آسيا الحكيم), é uma igreja católica siríaca situada ao sul do bairro histórico de Al-Jdayde, em Alepo, Síria. A igreja pertence à Arquieparquia de Alepo da Igreja Católica Siríaca; foi construída no final do século XV e existe até a atualidade, embora parcialmente destruída.

## História
Após a conquista de Alepo por Tamerlão em 1400 e a subsequente destruição do monastério da cidade, os cristãos migraram para fora das muralhas de Alepo e, em 1420, fundaram sua própria vizinhança, localizada ao noroeste da cidade, denominada Al-Jdayde (“novo”, em árabe). Em 1500, os cristãos católicos construíram a Catedral de Nossa Senhora dos Sírios, que serviria de sede para o Patriarcado Católico Siríaco entre os séculos XVII e XIX. A igreja é mencionada em um romance do explorador italiano Pietro Della Valle, que visitou Alepo em 1625.
A igreja continuou sendo a catedral principal do episcopado siríaco católico (da Diocese de Alepo) até 1970, quando a nova Catedral de Nossa Senhora da Assunção foi inaugurada no centro de Alepo e se tornou a nova sede do episcopado. A antiga igreja fora renomeada para Mar Asia al-Hakim (em português: Santo Asia, o Sábio) no mesmo ano.

## Avarias
Durante sua existência, a igreja já foi avariada duas vezes: o primeiro desastre ocorreu em outubro de 1850, durante o Massacre de Alepo(en), quando diversas igrejas e casas de cristãos foram saqueados pelos muçulmanos revoltosos. Em 16 de setembro de 2012, durante a Guerra Civil Síria, seu campanário, terminado em 1881, foi destruído após um bombardeio do Exército Livre da Síria. Pelo mesmo bombardeio, a Catedral de Nossa Senhora da Assunção foi quase reduzida a escombros. Com a ajuda de entidades católicas e do governo húngaro, ambos os templos foram restaurados e, em 9 de setembro de 2018, foi realizada a missa de reinauguração pelo patriarca Inácio José III Younan.